# Dulce Nombre (Honduras)
Dulce Nombre è un comune dell'Honduras facente parte del dipartimento di Copán.
Il comune è stato istituito nel 1907 con parte del territorio del comune di Santa Rosa de Copán.